# Dorothea Juliana Wallich
Dorothea Juliana Wallich auch: Dorothea Wallich oder D. J. W., geb. Fischer (* 1657 in Weimar; † 1725 in Arnstadt) war eine Thüringer Alchemistin und ist damit eine der wenigen Frauen, die als Alchemisten bekannt sind. Sie schrieb drei alchemistische Bücher, die in den Jahren 1705 und 1706 veröffentlicht wurden. Karl Christoph Schmieder unterstellte noch die Möglichkeit, dass sie nur Handschriften ihres Vaters herausgegeben hätte; er hielt aber auch eine Autorschaft von ihr für möglich.

## Werke
- Schlüssel zu dem Cabinet der geheimen Schatz-Cammer der Natur
- Das mineralische Gluten, doppelter Schlangen-Stab, Mercurius Philosophorum
- Der Philosophische Perl-Baum: das Gewächse der drey Prinzipien